# Lupoglav
Lupoglav (do roku 1910 Lupoglava, italsky Lupogliano) je vesnice a správní středisko stejnojmenné opčiny v Chorvatsku v Istrijské župě. Nachází se v pohoří Ćićarija, asi 14 km jihovýchodně od Buzetu. V roce 2011 žilo v Lupoglavu 288 obyvatel, v celé opčině pak 924 obyvatel.
Součástí opčiny je celkem osm trvale obydlených vesnic. Dříve byly součástí opčiny i bývalé vesnice Gorenja Vas, Grozići a Šupljini.
- Boljun – 82 obyvatel
- Boljunsko Polje – 162 obyvatel
- Brest pod Učkom – 55 obyvatel
- Dolenja Vas – 70 obyvatel
- Lesišćina – 75 obyvatel
- Lupoglav – 288 obyvatel
- Semić – 94 obyvatel
- Vranja – 98 obyvatel

Lupoglavem procházejí státní silnice D44 a D500 a župní silnice Ž5014, Ž5046 a Ž5047. Blízko též prochází rychlostní silnice B8, z níž na Lupoglav existuje exit 6, který je podle něj pojmenován. Lupoglav je rovněž napojen na železniční síť.